# Фріц Фессман
Фріц Фессман (нім. Fritz Feßmann; нар. 25 грудня 1913, Урбах, Вюртемберг — пом. 11 жовтня 1944, поблизу Тільзита) — німецький офіцер, майор резерву Сухопутних військ нацистської Німеччини. Один з 160 кавалерів Лицарського хреста з Дубовим листям та мечами (посмертно, 1944). 11 жовтня 1944 загинув у бою при відбитті радянської танкової атаки поблизу населеного пункту Пакамонен (нім. Pakamonen) у районі міста Тільзит (Східна Пруссія).

## Біографія
1 листопада 1935 року Фріц Фессман добровільно вступив на військову службу до 7-го моторизованого розвідувального батальйону. З 1 жовтня 1936 року єфрейтор. У 1937 році відправлений на курси підвищення кваліфікації до Потсдамської школи унтер-офіцерів, що дислокувалася у Крампніці, по закінченню якої отримав військове звання унтер-офіцера. У серпні 1939 року у званні фельдфебеля прийнятий на офіцерські курси.
Військова кар'єра
- 1 листопада 1935 — солдат
- 1 жовтня 1936 — єфрейтор
- 1937 — унтерофіцер
- 23 серпня 1939 — фельдфебель
- січень 1940 — лейтенант резерву
- 1 листопада 1941 — оберлейтенант резерву
- 1 січня 1943 — гауптман резерву
- 23 жовтня 1944 — майор резерву[1]

Участь у Другій світовій війні розпочав під час Польської кампанії командиром взводу у складі 7-го моторизованого розвідувального батальйону 4-ї танкової дивізії генерал-лейтенанта Г.-Г. Райнгардта. Продовжив службу в тому ж розвідувальному батальйоні, який на початку 1940 року перейменували на 7-й розвідувальний танковий батальйон.
У січні 1940 року присвоєно перше офіцерське звання лейтенант резерву (тобто без закінчення військового училища й отримання вищої військової освіти). У складі цього підрозділу брав активну участь у Французькій кампанії. У травні 1940 за проявлену мужність та заслуги нагороджений Залізним хрестом 2-го ступеня. Через місяць у червні 1940 за участь у Французькій кампанії нагороджений Залізним хрестом 1-го ступеня.
22 червня 1941 року Фріц Фессман на чолі розвідувального взводу розвідувального батальйону танкової дивізії вторгається на територію Радянського Союзу, бере участь у боях з частинами Червоної Армії на території Білорусі, потім у районі Смоленська.
21 жовтня 1941 року командиром взводу за хоробрість за видатні заслуги на полі бою у ході проведення операції «Тайфун» нагороджений Лицарським хрестом.
З 1 листопада 1941 року оберлейтенант. Протягом 1942 року — б'ється в районі Орла, з жовтня 1942 року — командир 1-ї роти 64-го мотоциклетного розвідувального батальйону 14-ї танкової дивізії генерал-майора Ф.Гайма. 30 листопада 1942 року тяжко поранений у Сталінграді та евакуйований до Німеччини. Доставлений у військовий госпіталь, де йому зробили серйозну операцію.
4 січня 1943 року нагороджений дубовим листям (№ 170) до Лицарського хреста і підвищений у званні до гауптмана. У червні 1943 року виписаний з госпіталю, призначений викладачем до училища танкових військ. 30 червня 1944 призначений командиром 7-го розвідувального батальйону 5-ї танкової дивізії (в Литві) під командуванням генерала танкових військ К.Декера. 16 серпня 1944 року знову поранений, але залишився у строю зі своїм підрозділом.
11 жовтня 1944 року під час ведення бою при відбитті радянської танкової атаки поблизу населеного пункту Пакамонен (нім. Pakamonen) у районі міста Тільзит, коли Фріц Фессман виліз зі своєї бойової машини, перед ним розірвався радянський снаряд, який відкинув його назад на танк і убивши його на місці.
23 жовтня 1944 року гауптман танкових військ Фріц Фессман посмертно нагороджений мечами (№ 103) до Лицарського хреста з дубовим листям і підвищений до звання майора.